# الرومانسية في إسكتلندا

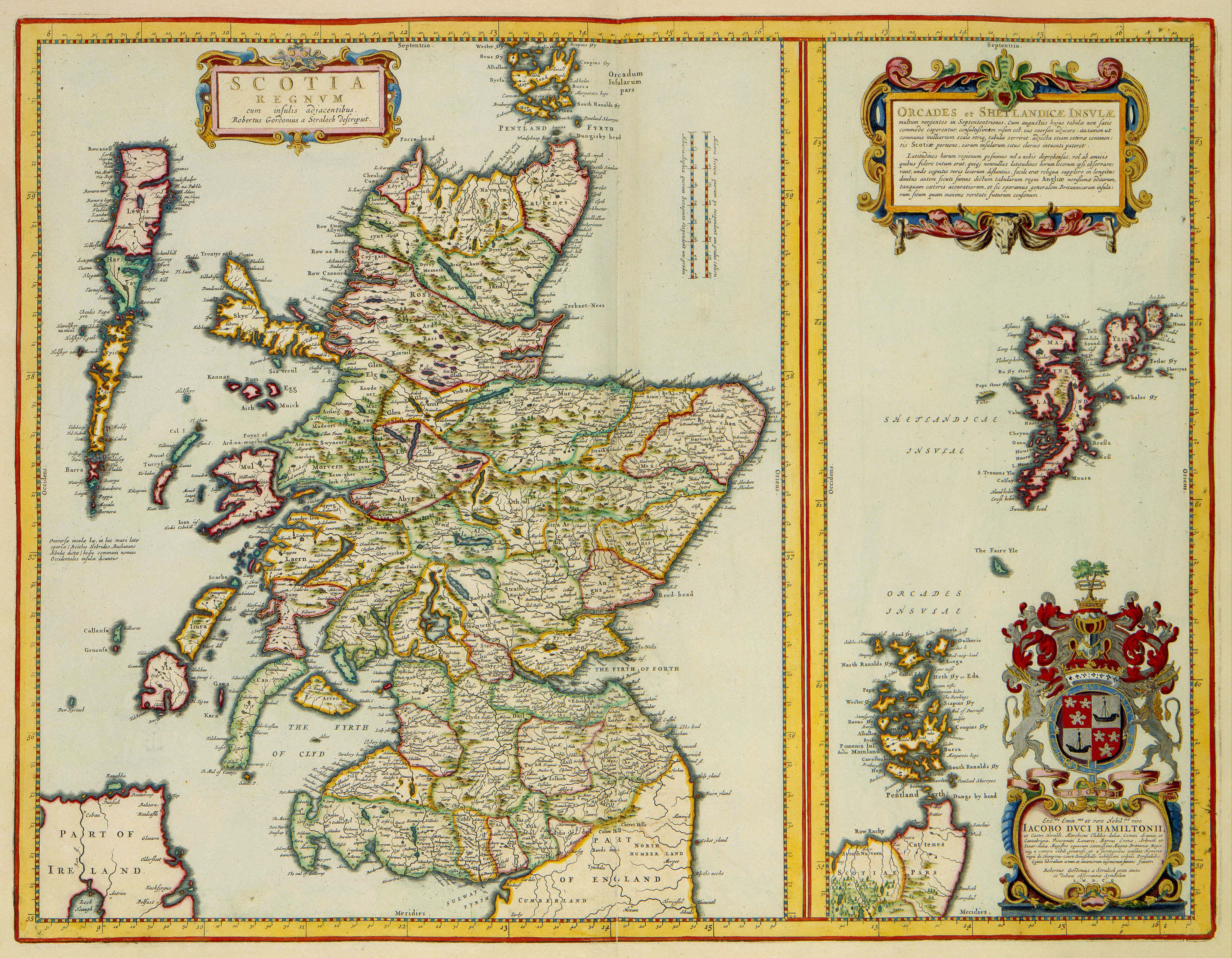

كانت الرومانسية في إسكتلندا حركة فنية وأدبية وفكرية تطورت في الفترة بين آخر القرن الثامن عشر وبداية القرن التاسع عشر. كانت جزءًا من الحركة الرومانسية الأوروبية الأكبر، التي كانت جزئيًا بمثابة رد فعل ضد عصر التنوير، مؤكدةً على الاستجابات الفردية والوطنية والعاطفية، وتذهب إلى ما هو أبعد من نماذج عصر النهضة والعصر الكلاسيكي وتحديدًا حتى العصور الوسطى.
تظهر الرومانسية نفسها في الفنون والأدب والدراما في تبني الشاعر الأسطوري أوسيان، واستكشاف الشعر الوطني في أعمال روبرت بيرنز وفي روايات والتر سكوت التاريخية. كان لسكوت أيضًا تأثير كبير على تطور الدراما الإسكتلندية الوطنية. تأثر الفن بشدة بأوسيان وبنظرة جديدة للمرتفعات كموقع للمناظر الطبيعية البرية والدرامية. أثر سكوت على الفن المعماري بشدة عبر إعادة بناء منزل أبوتسفورد في بداية القرن التاسع عشر، والذي أدى إلى طفرة في إعادة إحياء العمارة الإسكتلندية البارونية. في الموسيقى، كان بيرنز جزءًا من محاولة إصدار قانون للأغنية الإسكتلندية، مما أدى إلى الإخصاب المتبادل للموسيقى الكلاسيكية الإسكتلندية والقارية، فصارت الموسيقى الرومانسية سائدة في إسكتلندا في القرن العشرين.
معرفيًا، لعب كل من سكوت وأشخاص مثل توماس كارليل دورًا في تطوير علم التاريخ وفكرة التخيل التاريخي. أثرت الرومانسية أيضًا على العلم، خاصةً علوم الحياة، والجيولوجيا، وعلم البصريات، وعلم الفلك، وهو ما أعطى لإسكتلندا التميز في هذه المجالات واستمر هذا التميز إلى آخر القرن التاسع عشر. هيمنت واقعية الحس المشترك الإسكتلندية على الفلسفة الإسكتلندية، التي كانت لها سمات مشتركة مع الرومانسية وكانت ذات تأثير كبير على تطور الفلسفة المتعالية. لعب سكوت دورًا هامًا في تحديد السياسة الإسكتلندية والبريطانية، مساعدًا في إنشاء وجهة نظر رومانسية لإسكتلندا والهضاب وغير الهوية الوطنية الإسكتلندية.
بدأت حركة الرومانسية في التراجع في ثلاثينيات القرن التاسع عشر، لكن تأثيرها ظل مستمرًا في بعض المجالات مثل الموسيقى حتى بداية القرن العشرين، وتركت أيضًا انطباعًا دائمًا على طبيعة الهوية الإسكتلندية والتصورات الخارجية عن إسكتلندا.

## تعريفات
كانت الرومانسية حركة فنية أدبية معرفية معقدة نشأت في النصف الثاني من القرن الثامن عشر في غرب أوروبا، وأصبحت قوية أثناء الثورة الصناعية والثورة الفرنسية وبعدهما. كانت ثورة ضد الأعراف السياسية لعصر التنوير التي سوغت الطبيعة وتجسدت بأكبر قوة في الفنون البصرية والموسيقى والأدب، لكن تأثيرها الأهم كان على علم التاريخ والفلسفة والعلوم الطبيعية.

## الأدب والدراما
بالرغم من تبني إسكتلندا للغة الإنجليزية وللأعراف الثقافية الإنجليزية الأرحب بشكل متزايد بعد اتحادها مع إنجلترا، تميز الأدب الإسكتلندي بهوية قومية مستقلة وذاع صيتها عالميًا. وضع ألان رمزي (1686- 1758) أسس إيقاظ الاهتمام بالأدب الإسكتلندي القديم، بالإضافة إلى قيادة اتجاه الشعر الرعوي، ما ساعد في تطوير شعر هابي كأسلوب شعري. كان جايمس مكفيرسون (1736- 96) أول شاعر إسكتلندي يحظى بشهرة عالمية. ادعى أنه قد وجد شعرًا كتبه الشاعر أوسيان، فنشر عدة ترجمات لها حازت بشهرة عالمية، لأنه أُعلن عن أنها النظير السلتي للملاحم الكلاسيكية. تُرجمت فينغال، المكتوبة في عام 1762، سريعًا إلى العديد من اللغات الأوروبية، وأُثني على تقديرها للجمال الطبيعي وتناولها للأساطير القديمة أكثر من أي عمل آخر مما جلب الحركة الرومانسية إلى أوروبا، وخصوصًا في الأدب الألماني من خلال التأثير على جوهان غوتفريد فون هيردير ويوهان وولفغانغ فون غوته. وقد انتشرت شعبيتها في فرنسا على يد أشخاص منهم نابليون. في النهاية، صار واضحًا أن القصائد لم تكن ترجمات مباشرة عن الغيلية، لكنها المحسنات البيانية المنمقة التي وضعت كي تناسب التوقعات الجمالية لجمهوره.